# Ngozi Okonjo-Iwealová
Ngozi Okonjo-Iwealová (nepřech. Okonjo-Iweala, přech. také Okonjová-Iwealová, * 13. června 1954 Ogwashi-Uku, Nigérie) je nigerijsko-americká ekonomka a expertka na mezinárodní rozvoj. Je členkou představenstev společností Standard Chartered, Twitter, Global Alliance for Vaccines and Immunization (GAVI) a African Risk Capacity (ARC). 15. února 2021 byla jmenována generální ředitelkou Světové obchodní organizace. Její funkční období začalo 1. března 2021. Stala se tak první ženou a prvním Afričanem v této funkci. Ve funkci se chce zabývat především bojem s bídou a chudobou.
Předtím 25 let pracovala pro Světovou banku. Po dvě funkční období (2003–2006, 2011–2015) působila na pozici nigerijské ministryně financí; stala se tak první ženou v této funkci a první ženou, jež tuto funkci vykonávala dvakrát.